# Sarcographa
Sarcographa es un género de hongo liquenizado de la familia Graphidaceae. Este género fue descrito por primera vez por A.L.A. Fée en 1825.